# 丸山瑛一
丸山 瑛一（まるやま えいいち、1934年7月12日 - 2019年12月24日）は日本の電子技術者。材料工学者、理化学研究所名誉研究員。工学博士（1977年、大阪大学）。

## 来歴
長野県上田市出身。長野県上田高等学校を経て、昭和32年（1957年）東京大学教養学部教養学科科学史科学哲学分科卒業。同34年（1959年）同理学部物理学科卒業。同年日立製作所中央研究所に入所し、同59年（1984年）主管研究長、同60年（1985年）基礎研究所長。のち研究開発推進本部技師長。平成5年（1993年）オングストロームテクノロジー研究機構常務理事。平成11年（1999年）政策研究大学院大学教授を経て、理化学研究所フロンティア研究システム長。同17年（2007年）同知的財産戦略センター長。
材料研究者としてテレビカメラ用のセレン系撮像管「サチコン」を開発・実用化し、家庭用小型ビデオカメラ普及への道を開いた。所属アカデミーは日本物理学会、応用物理学会、電子情報通学会など。
生家の丸山家は明治維新後に競売にかけられた上田城本丸を買い取り、上田城公園として寄付し、その15代目当主にあたる。

## 受賞歴
- 丹羽高柳賞業績賞（1976年）
- 大河内記念生産特賞（1978年）
- 全国発明表彰科学技術庁長官賞（1979年）
- 科学技術庁長官賞研究功績者表彰（1981年）